# 塞亚
塞亚，是西班牙卡斯蒂利亚-莱昂莱昂省的一个市镇。 总面积112平方公里，总人口693人（001年），人口密度6人/平方公里。